# Georeferenz
Georeferenz ist eine andere Bezeichnung für Raumbezug oder Geobezug und beschreibt die Lage in einem Bezugssystem. Daten und Informationen werden durch einen Raumbezug zu Geobasisdaten und Geofachdaten. Das heißt, sie beziehen sich auf eine Position im geographischen Raum, und sind georeferenziert.
Der Raumbezug kann direkt oder indirekt sein.
- Von direktem Raumbezug spricht man, wenn Daten Koordinaten zugeordnet sind.
- Indirekt ist der Raumbezug dann, wenn sich die Information nicht auf dauerhafte festgelegte Koordinaten beziehen.

## Direkter Raumbezug
Ein direkter Raumbezug entsteht, wenn die räumliche Position der Information auf der Erde durch zwei- oder dreidimensionale Koordinaten realisiert (georeferenziert) wird. Ein Beispiel für direkten Raumbezug ist die eindeutige Lage einer Adresse aufgrund ihrer geographischen Koordinaten oder die rechnerische Zuordnung von Pixeln eines digitalen Bildes (z. B. gescannte Karten oder Luftbilder) zu realen (Welt-)Koordinaten mittels Passpunkten oder world file. Diese Zuordnung ermöglicht einem GIS die passgenaue und maßstabsgetreue Überlagerung/Verortung verschiedener Pixelbilder auch unterschiedlicher Maßstäbe und Herkunft zur Auswertung und Weiterverarbeitung in einem einheitlichen Koordinatensystem.

## Indirekter Raumbezug
Ein indirekter Raumbezug entsteht, wenn sich die Information auf nicht genau festgelegte Koordinaten wie z. B. auf ein administratives Gebiet (Land, Stadt), auf eine Straßenkilometermarkierung oder auf einen Hausnummernbereich, eine Blockseite oder ein Gebiet aus der Aggregation von Blockseiten (z. B. Postleitzahlgebiet) in der sog. kleinräumigen Gliederung der Kommunalstatistik bezieht. Der indirekte Raumbezug wird vor allem in der amtlichen Statistik und der Raumbeobachtung zur Zuordnung, Aggregation, Analyse und Visualisierung der Geofachdaten verwendet und ist Grundlage statistischer Informationssysteme.

## Standards
Die Verwendung des Raumbezugs in Geodaten kann mittlerweile genormt vorgenommen werden. Hierzu dient für den direkten Raumbezug die Internationale Norm ISO 19107 zusammen mit ISO 19111.

## Kommunaler Raumbezug
Das kommunale Raumbezugssystem verwendet Adressen (mit Koordinaten: Geobasisdaten mit direktem Raumbezug) und eine hierarchische Gliederung des Stadtgebiets vom Wohn-/Baublock bis zum Stadtteil (damit Geobasisdaten mit indirektem Raumbezug) zur räumlichen Zuordnung kleinräumig vorliegender Daten.
Damit lassen sich ohne die Erfassung von Koordinaten die Einzeldaten aus den Verwaltungsregistern als Geofachdaten der Kommunalstatistik räumlich zuordnen, aggregieren und auswerten, über die Adressen können die Einzeldaten auch georeferenziert werden.
In der amtlichen Statistik werden die Daten für administrativen Gebiete (i. d. R. auf die NUTS-Ebenen, kommunal auf Stadtbezirke, Stimmbezirke usw.) aggregiert. Auch für den registergestützten Zensus 2011 (Volkszählung) wurde ein „Anschriften- und Gebäuderegister“ als Bezugssystem zur Zusammenführung der Registerdaten aufgebaut.